# Johann Pfanzagl
Johann Pfanzagl (* 2. Juli 1928 in Wien; † 4. Juni 2019) war ein österreichischer Mathematiker, der sich mit mathematischer Statistik beschäftigte.

## Leben
Pfanzagl studierte von 1946 bis 1951 an der Universität Wien und promovierte dort 1951 bei Johann Radon und Edmund Hlawka mit dem Thema Hermitesche Formen in imaginärquadratischen Zahlkörpern. Im selben Jahr wurde er Gründungsmitglied der Österreichischen Statistischen Gesellschaft, deren geschäftsführender Sekretär er von 1955 bis 1959 war. Von 1951 bis 1959 leitete Pfanzagl das Statistische Büro der österreichischen Bundeswirtschaftskammer. 1959 habilitierte er sich als Professor für Statistik an der Universität Wien. Seit 1960 war er Mitglied der Österreichischen Mathematischen Gesellschaft. An der Universität zu Köln war er nacheinander Inhaber zweier Lehrstühle, und zwar von 1960 bis 1964 für Wirtschafts- und Sozialstatistik und von 1964 bis zu seiner Emeritierung 1995 für Mathematische Statistik. 1968 wurde er Ehrenmitglied des Institute of Mathematical Statistics (USA). Ab 1993 war er korrespondierendes Mitglied der mathematisch-naturwissenschaftlichen Klasse im Ausland der Österreichischen Akademie der Wissenschaften und erhielt 1993 ein Ehrendoktorat der Wirtschaftsuniversität Wien. Ehrenmitglied der Österreichischen Statistischen Gesellschaft wurde er 1996.

## Schriften
- Mathematical Statistics – Essays on History and Methodology. Springer, Berlin/Heidelberg 2017, ISBN 978-3-642-31083-6, doi:10.1007/978-3-642-31084-3.
- Parametric Statistical Theory. Mit Unterstützung von R. Hamböker, De Gruyter Textbook. De Gruyter, 1994.
- Elementare Wahrscheinlichkeitsrechnung. 2. Auflage, De Gruyter Lehrbuch. De Gruyter, 1991.
- Estimation in Semiparametric Models. Some Recent Developments. In: Lecture Notes in Statistics. 63, Springer-Verlag, 1990, doi:10.1007/978-1-4612-3396-1.
- Asymptotic Expansions for General Statistical Models. Mit Unterstützung von W. Wefelmeyer In: Lecture Notes in Statistics. 31, Springer-Verlag, 1985, doi:10.1007/978-1-4615-6479-9.
- Contributions to a General Asymptotic Statistical Theory. Mit Unterstützung von W. Wefelmeyer In: Lecture Notes in Statistics. 13, Springer-Verlag, 1982, doi:10.1007/978-1-4612-5769-1.
- Allgemeine Methodenlehre der Statistik I. Elementare Methoden unter besonderer Berücksichtigung der Anwendungen in den Wirtschafts- und Sozialwissenschaften (= Sammlung Göschen 5746). De Gruyter, 1972.
- Allgemeine Methodenlehre der Statistik II. Höhere Methoden unter besonderer Berücksichtigung der Anwendungen in Naturwissenschaften, Medizin und Technik. (= Sammlung Göschen. 7047). De Gruyter, 1974.
- Theory of Measurement. 2. überarbeitete  Auflage. Springer, Berlin/Heidelberg 1971, ISBN 978-3-7908-0016-6, doi:10.1007/978-3-662-41488-0 (In Zusammenarbeit mit V. Baumann und H. Huber).
- Mit W. Pierlo: Compact Systems of Sets. Springer-Verlag, 1966, doi:10.1007/BFb0078990.
- Über die Anwendung mathematischer Methoden in den Wirtschaftswissenschaften. In: Metrika. Band 8, 1964, S. 129–151, doi:10.1007/BF02613713.
- Über die Parallelität von Zeitreihen. In: Metrika. Band 6, 1963, S. 100–113, doi:10.1007/BF02613361.
- Die Minimisierung sinnloser Größen. In: Unternehmensforschung. Band 4, 1960, S. 149–155, doi:10.1007/BF01920967.
- Über die Existenz überall trennscharfer Tests. In: Metrika. Band 3, 1960, S. 169–176, doi:10.1007/BF02613449.
- A General Theory of Measurement Applications to Utility. In: Naval Research Logistics Quarterly. Band 6, Nr. 4, 1959, S. 283–294, doi:10.1002/nav.3800060404.
- Die axiomatischen Grundlagen einer allgemeinen Theorie des Messens (= Schriftenreihe des Statistischen Instituts der Universität Wien, Neue Folge. Band 1). Physica-Verlag, Würzburg 1959.